# Sepp Baendereck
Sepp Baendereck (Odžaci, 9 de outubro de 1920 - São Paulo, 17 de julho de 1988) foi um artista plástico, pintor, gravador, fotógrafo e publicitário nascido na Iugoslávia e naturalizado brasileiro.

## Biografia
Nasce em Odžaci (antiga Iugoslávia) em 9 de outubro de 1920.
Estuda na Universidade de Belgrado, na Universidade de Berlim e na escola de Belas Artes de Zagreb, até 1945.
Refugiado na Áustria ao final da guerra, integra o grupo Sezession e ensina desenho na Escola de Ofícios de Graz.
Em 1948 emigra para o Brasil e começa a trabalhar no Rio de Janeiro, em uma empresa de cartazes.
Faz amizades com artistas, entre os quais Portinari, Djanira, Henrique Boese, Santa Rosa e Thiago de Mello.
Realiza a primeira exposição individual no Ministério da Educação do Rio em 1951 e começa a participar de salões, bienais, etc.
Abre um atelier de desenhos publicitários com Ulisses Alvares Arce e em 1957 funda a Denison Propaganda S/A. Em 1959, muda-se para São Paulo.
Realizou até hoje 25 exposições individuais, em galerias e museus do Brasil e do mundo, destacando-se a retrospectiva "25 anos de Pintura", nos museus de Arte Moderna de São Paulo e Rio em 1970 e 1971 e, a série "Brasil: Terra & Gente", no Museu de Arte de São Paulo e na Petite Galerie do Rio, em 1976. Em outubro de 1977 expõe "Novas Notícias do Brasil" na Galeria Global, após uma viagem pelo Alto Solimões. Participou de mais de 30 mostras coletivas, bienais e salões. À partir de 1974 inicia expedições pela região amazônica.
Em 1978 Sepp promove expedições pelos rios Purus, Solimões e Negro, em companhia de Frans Kracjberg e Pierre Restany, ao final das quais nasce o texto de Pierre Restany "O Manifesto do Rio Negro - Naturalismo Integral ".
Em 1979 os três apresentam o Manifesto do Rio Negro no Museu Beaubourg (Centre George Pompidou) de Paris em conferência e apresentação do filme documentário "Viagem ao Naturalismo Integral". Estas apresentações foram feitas também em Milão, Casablanca, Viena, Tóquio, Rio de Janeiro, São Paulo, Brasília, Curitiba e na Universidade de Columbia em Nova York.
Em 1980 Sepp e Frans Kracjberg realizam uma expedição amazônica pelos rios Amazonas, Tapajós, Solimões e Jutaí e em 1981 expõe imagens da Amazônia na Galeria São Paulo . 
À partir de 1981 viaja pelo pantanal e mostra desenhos da fauna e flora pantaneira na galeria S. Sassoun, em São Paulo.
Nos anos de 1984 e 1985, em companhia do poeta João Carlos Meirelles e de Franz Krajcberg, viaja para o norte do Mato Grosso, região dos Rios Juruena e Aripuanã. Nesta área onde se desenvolve um grande projeto de colonização, Cotriguaçu, Sepp documenta a progressiva destruição da selva amazônica e decide mostrar estas imagens em desenhos de grande formato sobre papel.
Expõe no Teatro Amazonas em Manaus em 1985, doando as obras vendidas ao INPA - Instituto Nacional de Pesquisa da Amazônia, Projeto Peixe-Boi para ajudar a construção do Centro de Pesquisas de Mamíferos Aquáticos.
Em 1986 expõe "Brasil Natureza Morta" com desenhos e fotos de queimadas na Galeria Paulo Figueiredo em São Paulo.
Após uma breve pausa em 1987 ele passa a pintar flores, numa profusão de cores na mais perfeita forma da exuberância e explosão de vida e realiza a exposição intitulada "Natureza Viva" na Galeria Múltipla. 
Em 17 de julho de 1988 falece em São Paulo.